# Pyrrosia rasamalae
Pyrrosia rasamalae là một loài thực vật có mạch trong họ Polypodiaceae. Loài này được (Racib.) K.H. Shing miêu tả khoa học đầu tiên năm 1983.